# 甜蜜滋味
〈甜蜜滋味〉是英國歌手哈利·斯泰爾斯的單曲，由哥伦比亚唱片於2020年5月15日發行，收錄在斯泰爾斯第二張錄音室專輯《搖滾界線》。由哈利·斯泰爾斯、米奇·羅蘭德、湯瑪斯·赫爾及泰勒·強森共同創作。
2021年第63屆格萊美獎，斯泰爾斯以此曲獲得最佳流行歌手獎。